# Eli Heckscher

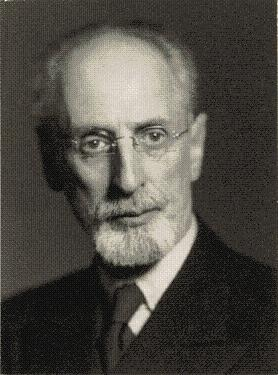
Eli Heckscher

Eli Filip Heckscher (* 24. November 1879 in Stockholm; † 23. Dezember 1952 ebenda) war ein schwedischer Wirtschaftshistoriker sowie politischer Ökonom.

## Leben
Eli Filip Heckscher wurde in eine prominente jüdische Familie geboren; seine Eltern waren Isidor Heckscher, dänischer Kaufmann, und Rosa May. Anfang der 1870er Jahre zog die Familie von Hamburg nach Stockholm, da Isidor Heckscher in der Bank seines Bruders mitarbeiten sollte. 1896 schloss Heckscher sein Abitur am Nora Latin Gymnasium ab und nahm anschließend sein Studium in Geschichte an der Universität Uppsala auf. Aufgrund seines breiten Interesses begann er zusätzlich Wirtschaftswissenschaft zu studieren. 1904 legte er seine Abschlussprüfung mit der Arbeit Till belysning av järnvägarnas betydelse för Svenges ekonomiska utveckling (Zur Bedeutung der Eisenbahn für die wirtschaftliche Entwicklung Schwedens) ab. Ab 1904 war Heckscher Hilfskraft von Gustav Cassel an der Handelshochschule Stockholm; fünf Jahre später erlangte Heckscher seinen Doktorgrad. Von 1909 bis 1929 war er Professor für Volkswirtschaftslehre und Wirtschaftsgeographie an der Handelshochschule Stockholm und schrieb zudem viele Zeitungsbeiträge für allgemeine sowie fachspezifische Zeitungen.
Heckschers Sohn Gunnar Heckscher und Enkel Sten Heckscher wurden später bekannte schwedische Politiker.

## Werk
Heckscher verfasste bedeutende Arbeiten über den Merkantilismus und andere historische Themen wie die Kontinentalsperre und die schwedische Wirtschaftsgeschichte. Im Jahr 1919 schrieb Heckscher im Essay Der Einfluss des internationalen Handels auf die Einkommensverteilung Ideen nieder, die später durch Bertil Ohlin als Heckscher-Ohlin-Theorem für die Erklärung des internationalen Handels bedeutend wurden.

## Auszeichnungen
Heckscher war Mitglied der Kungliga Ingenjörsvetenskapsakademien (1919), des Kungliga Samfundet för utgivande av handskrifter rörande Skandinaviens historia (1919), der Königlichen Wissenschafts- und Literaturgesellschaft in Göteborg (1925), der Königlich Schwedischen Akademie der Wissenschaften (1932) und der Königlich Dänischen Akademie der Wissenschaften (1933). 1940 wählte die American Philosophical Society ihn zum Mitglied. Die Universität Kopenhagen zeichnete ihn 1929 mit der Ehrendoktorwürde aus.

## Schriften
- Der Merkantilismus. Autorisierte Übersetzung aus dem Schwedischen von Gerhard Mackenroth. Erster Band. Verlag von Gustav Fischer in Jena 1932.
- International Trade and Economic History: Edited by Ronald Findlay, Rolf G.